# Bodhi Linux
Bodhi Linux es una distribución de Linux ligera basada en Ubuntu, que usa el gestor de ventanas Moksha. La filosofía de la distribución es proporcionar una base mínima, que los usuarios puedan completar instalando el software que deseen. Por lo tanto, por defecto incluye únicamente software esencial para la mayoría de los usuarios de Linux, incluyendo un explorador de archivos (PCManFM), un explorador de internet (Epiphany) y un emulador de terminal (Terminology). No incluye software o características que sus desarrolladores consideran innecesarias. Para facilitar la instalación de programas adicionales, los desarrolladores de Bodhi Linux mantienen una base de datos en línea de software ligero, que puede ser instalado con un simple clic por medio de Advanced Packaging Tool.
Además de la versión estándar de Bodhi Linux, la cual es para procesadores compatibles con Intel, existió una versión alfa para tabletas con procesadores ARM, basada en Debian, la cual dejó de ser soportada oficialmente 
debido a la cantidad de tiempo necesario para mantenerla actualizada.

## Rendimiento
Al usar el gestor de ventanas Moksha, Bodhi proporciona efectos de escritorio avanzados y animaciones que no requieren altas prestaciones de hardware. Una prueba independiente mostró que GIMP inició en 4.7 segundos en Bodhi Linux y 11.1 segundos en Ubuntu. El gestor de ventanas Enlightenment, así como las herramientas desarrolladas específicamente para Bodhi Linux, fueron escritas en lenguaje C.

### Requerimientos del sistema
Mínimo:
- Procesador de 500mhz
- 512 MB de RAM
- 5 GB de espacio en disco

Recomendado:
- Procesador de 1.0ghz
- 768 MB de RAM
- 10GB de espacio en el disco duro.

## Bodhi Linux 5.1.0
Publicada el 25 de marzo de 2020, es la última versión estable basada en Ubuntu 18.04.4 LTS y con el escritorio Moksha 0.3.1, un fork de Enlightenment 17. Está disponible en cuatro ediciones distintas, tres para procesadores de 64 bits: Standard Release, sin actualizaciones del kernel y con las aplicaciones básicas, Hardware Enablement (HWE) con actualizaciones del kernel, aplicaciones básicas y soporte para el hardware más nuevo, AppPack, con la base Bodhi Linux y un paquete de aplicaciones extra, y Legacy para equipos con procesadores antiguos de 32 bits, que no permiten hacer una extensión de dirección física (PAE), para en caso de que la placa base lo permitiera poder aprovechar más  memoria física (RAM), incluso hasta los 64 gigabytes (64 GB).

### Standard Release
La versión standard cuenta con una instalación de base minimalista que permite al usuario añadir exactamente lo que quiera sin extras por defecto. El conjunto de aplicaciones predeterminado para la versión standard es:
- Terminology Terminal Emulator (Emulador de terminal)
- Epiphany Web Browser
- PCManFM File Manager
- Leafpad Text Editor
- ePhoto Image Viewer
- Pavucontrol Audio Settings (PulseAudio)
- Swami System Panel

### Hardware Enablement (HWE)
Esta también es una versión minimalista, pero permite que el kernel que trae versión 5.4.x se actualice constantemente, además de la compatibilidad con el hardware más nuevo.
- Terminology Terminal Emulator (Emulador de terminal)
- Epiphany Web Browser
- PCManFM File Manager
- Leafpad Text Editor
- ePhoto Image Viewer
- Pavucontrol Audio Settings (PulseAudio)
- Swami System Panel

### AppPack Release
La versión de AppPack puede utilizarse como un live CD o como una base de instalación completa. Viene con una gran variedad de temas y las siguientes aplicaciones instaladas de forma predeterminada:
| - Terminology Terminal Emulator (Emulador de terminal) - Mozilla Firefox - PCManFM File Manager - Featherpad Text Editor - ePhoto Image Viewer - Mint Update Manager - Pavucontrol Audio Settings (PulseAudio) - Swami System Panel - LibreOffice - VLC Media Player | - OpenShot - GIMP - Evince - Qalculate Calculator - Geany - Filezilla FTP Cliente - HexChat (Cliente IRC) - Synaptic Package Manager - Printer Support - Samba Support |

### Legacy
Esta es la versión para 32 bits. La imagen de Legacy utiliza el anterior núcleo Linux 4.9.0-6-68 que está optimizado para hardware antiguo que tenga incluso más de 15 años. Este kernel tampoco incluye la extensión PAE que no es compatible con muchos de los equipos antiguos con procesadores como: Intel Pentium M, Pentium Pro o Intel Celeron. El conjunto de aplicaciones predeterminadas en esta versión es la misma que viene por defecto en la versión standard.